# Gökhan Töre
Gökhan Töre (* 20. ledna 1992, Kolín nad Rýnem, Německo) je turecký fotbalový záložník a reprezentant, hráč klubu klubu Beşiktaş JK od léta 2016 na hostování West Ham United.

## Reprezentační kariéra
Töre nastupoval za turecké mládežnické výběry od kategorie do 15 let.
Zúčastnil se domácího Mistrovství Evropy hráčů do 17 let 2008, kde mladí Turci vypadli v semifinále na pokutové kopy s Francií.
V A-mužstvu Turecka debutoval 10. 8. 2011 v přátelském utkání v Istanbulu proti týmu Estonska (výhra 3:0).